# Le Havre
Le Havre je grad u francuskoj pokrajini Gornjoj Normandiji. Leži na desnoj obali ušća rijeke Seine u La Manche.
Le Havre je prvenstveno, kako mu i ime kaže, luka (francuski Havre znači "luka"), jedna od francuskih najznačajnijih. Grad je udaljen dva sata vožnje vlakom od Pariza, a trajektom je povezan s Portsmouthom u Ujedinjenom Kraljevstvu. Le Havre je druga najveća luka u Francuskoj, poslije Marseillea, i druga podprefektura (poslije Reimsa) s 291.765 stanovnika u širem gradskom području.

## Povijest
Osnovan je 1517. godine i nazvan Franciscopolis po kralju Franji I., ali je ubrzo preimenovan u Le Havre-de-Grâce ("Luka milosti") prema crkvi Notre-Dame-de-Grace ("Gospa od milosti") koja je postojala tu prije nego što grad je osnovan. Godine 1793. ponovo je kratko promijenio ime, ovaj put u Hâvre de Marat, "Maratova luka", a od 1795. zove se samo "Le Havre". 
Dok se nalazio pod njemačkom okupacijom, grad je gotovo u potpunosti uništen 1944. god. tijekom bitke za Normandiju. 5.000 ljudi je poginulo, a uništeno 12.000 domova, uglavnom od savezničkog zračnog napada. Zbog toga je Le Havre 18. srpnja 1949. god. nagrađen ordenom Legije časti. Nakon rata, uništeno povijesno središte grada je obnovljeno u stilu moderne arhitekture Augustea Perreta. Modernistički uređen centar grada nalazi se na popisu UNESCO-ove Svjetske kulturne baštine od 2005. god.
Le Havre je nekad bio sinonim za urbanu tamu i sivilo. Stanovnici grada su učinili mnogo kako bi to promijenili, te se danas o Le Havre govori kao o Brasiliji Francuske.

## Znamenitosti
Dana 15. srpnja 2005. god., UNESCO je upisao središte grada Le Havrea na popis mjesta svjetske baštine u Europi, u čast "inovativne uporabe potencijala betona." Sa svojih 133-hektara, prema UNESCO-u, on predstavlja „izuzetan primjer arhitekture i urbanizma nakon rata”, te je jedan od rijetkih suvremenih mjesta svjetske baštine u Europi. Od 1945. – 54. god. Auguste Perret je bio glavni urbanist zaslužan za obnovu Le Havrea. Za izgradnju je koristio pijesak i opeke iz ruševina grada koji je stradao u Drugom svjetskom ratu, koji su bili odvajani po boji. S timom od 60 arhitekata dizajnirao je bulevare i osovinu dugih ulica s redom kuća od betona s jasnim i jednostavnim ukrasima i nizom kolonada. Od građevina se ističu 107 m visok oktogonalni toranj Crkve sv. Josipa (Eglise Saint-Joseph du Havre, 1951.) koji izgleda poput svjetionika, dok njegovih 12.700 šarenih vitraja osvjetljava unutrašnjost crkve.
- Prirodoslovni muzej
- Muzej grada Le Havrea
- Crkva sv. Josipa (Auguste Perret), sa zvonikom od 106 m, postala je simbolom grada
- Soba iz 19. st. u Muzeju Maison de l'armateur

Ostale znamenitosti su:
- Crkva sv. Mihovila (Eglise St. Michele)
- Crkva sv. Franje (Eglise St. François)
- Crkva sv. Ane (Eglise St. Anne)
- Crkva sv. Marije
- Crkva sv. Mihovila (St. Michel d'Ingouville chapel) (15. st.)
- Prezbeterijanska reformistička crkva (Eglise Réformée), u ulici 47 rue Anatole France, izgrađena 1857., i nakon bombardiranja 1941. obnovljeni su joj krov i svod 1953. (arhitekti ureda Augustea Perreta: Jacques Lamy i Gérard Dupasquier). Jedina građevina u gradu koja je ujedno i stara i moderna.
- Muzej umjetnosti André Malraux s kolekcijom umjetničkih djela od 16. st. do moderne umjetnosti (uključujući djela umjetnika kao što su: Eugène Boudin, Eugène Delacroix, Gustave Courbet, Edgar Degas, Édouard Manet, Pierre-Auguste Renoir, Georges Seurat, Raoul Dufy, Alfred Sisley). Kolekcija djela impresionizma je veća samo ona u pariškom d'Orsayu
- Muzej grada (Musée du Vieux Havre)
- Prirodoslovni muzej (Musée d'histoire naturelle)
- Kulturni centar "Vulcan" (Oscar Niemeyer)
- Japanski vrt

- Katedrala Naše Gospe u Le Havreu iz 16. st. je najstarija preživjela građevina u Le Havreu
- Crkva sv. Vincenta (Eglise St. Vincent)
- Stara brodovlasnička kuća u Le Havreu (18. st.)
- Opatija Graville posvećena sv. Honorini na obali Seine

## Obrazovanje
- École de management de Normandie

## Šport
U Le Havreu djeluje nogometni klub Le Havre AC koji od sezone 2009. – 10. igra u Ligue 2, drugoj francuskoj ligi. 
U gradu se svake godine održavaju i natjecanja u jedrenju, koja su započela natjecanjima za Ljetne olipijske igre 1900. i 1924. god. 

## Prijateljski gradovi
Le Havre ima ugovore o partnerstvu sa sljedećim gradovima:
| - Aydın, Turska - Dalian, Kina - Pointe-Noire, DR Kongo - Magdeburg, Njemačka | - Sankt Peterburg, Rusija - Southampton, Ujedinjeno Kraljevstvo - Tampa, Florida, SAD - Bergen, Norveška |

## Vanjske poveznice
- Službena stranica  Arhivirana inačica izvorne stranice od 4. siječnja 2006. (Wayback Machine) (fr.) (engl.) (njem.) (šp.)
- Stranica Turističke zajednice  Arhivirana inačica izvorne stranice od 12. svibnja 2020. (Wayback Machine) (fr.) (engl.) (njem.) (šp.) (tal.) (nizoz.) (kin.) (jap.) (rus.)